# Baron Michelham

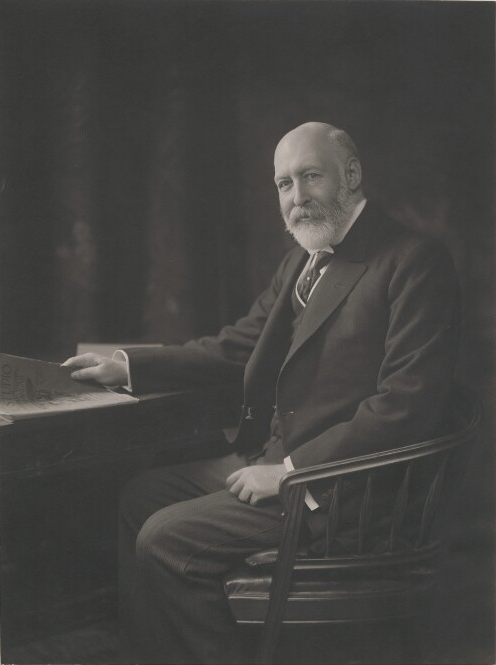
Herbert Stern, 1. Baron Michelham

Baron Michelham, of Hellingly in the County of Sussex, war ein erblicher britischer Adelstitel in der Peerage of the United Kingdom.
Der Titel wurde am 28. Dezember 1905 für den Bankier Sir Herbert Stern, 1. Baronet, geschaffen. Bereits am 31. Juli 1905 war ihm in der Baronetage of the United Kingdom der fortan nachgeordnete Titel Baronet, of Strawberry Hill in the Parish of Twickenham and County of Middlesex verliehen worden.
Beide Titel erloschen beim Tod seines Sohnes, des 2. Barons, am 19. März 1984.

## Liste der Barons Michelham (1905)
- Herbert Stern, 1. Baron Michelham (1851–1919)
- Herman Alfred Stern, 2. Baron Michelham (1900–1984)